# Porto Grande
Porto Grande é um município do estado do Amapá, Região Norte do país. A população estimada em 2021 era de 22,927 habitantes, com uma área de 4 400 km², o que resulta numa densidade demográfica de 3,82 hab/km². Foi criado em 1° de maio de 1992.

## Geografia
Seus limites são Ferreira Gomes a norte e nordeste, Macapá e Santana a sudeste, Mazagão a sudoeste e Pedra Branca do Amapari e Serra do Navio a noroeste.
Segundo dados do Instituto Nacional de Meteorologia (INMET), referentes ao período de dezembro de 1967 a dezembro de 1992, a menor temperatura registrada em Porto Grande, na localidade de Porto Platon, foi de 18 °C em 16 de dezembro de 1985, e a maior atingiu 37,5 °C em novembro de 1975, nos dias 8 e 10. O maior acumulado de precipitação em 24 horas foi de 111,8 milímetros (mm) em 16 de novembro de 1970. Abril de 1989, com 559,8 mm, foi o mês de maior precipitação.
| Dados climatológicos para Porto Grande (Porto Platon)                                                                                   | Dados climatológicos para Porto Grande (Porto Platon) | Dados climatológicos para Porto Grande (Porto Platon) | Dados climatológicos para Porto Grande (Porto Platon) | Dados climatológicos para Porto Grande (Porto Platon) | Dados climatológicos para Porto Grande (Porto Platon) | Dados climatológicos para Porto Grande (Porto Platon) | Dados climatológicos para Porto Grande (Porto Platon) | Dados climatológicos para Porto Grande (Porto Platon) | Dados climatológicos para Porto Grande (Porto Platon) | Dados climatológicos para Porto Grande (Porto Platon) | Dados climatológicos para Porto Grande (Porto Platon) | Dados climatológicos para Porto Grande (Porto Platon) | Dados climatológicos para Porto Grande (Porto Platon) |
| Mês | Jan                                                   | Fev                                                   | Mar                                                   | Abr                                                   | Mai                                                   | Jun                                                   | Jul                                                   | Ago                                                   | Set                                                   | Out                                                   | Nov                                                   | Dez                                                   | Ano                                                   |
| --- | ----------------------------------------------------- | ----------------------------------------------------- | ----------------------------------------------------- | ----------------------------------------------------- | ----------------------------------------------------- | ----------------------------------------------------- | ----------------------------------------------------- | ----------------------------------------------------- | ----------------------------------------------------- | ----------------------------------------------------- | ----------------------------------------------------- | ----------------------------------------------------- | ----------------------------------------------------- |
| Temperatura máxima recorde (°C) | 35,2                                                  | 34,5                                                  | 33,7                                                  | 35                                                    | 33,5                                                  | 33,8                                                  | 34,2                                                  | 34,6                                                  | 36,8                                                  | 36,8                                                  | 37,5                                                  | 35,6                                                  | 37,5                                                  |
| Temperatura mínima média (°C) | 22,2                                                  | -                                                     | 22,5                                                  | 22,8                                                  | 22,7                                                  | 22,2                                                  | 21,7                                                  | 22,1                                                  | 22,2                                                  | 22,2                                                  | 22,5                                                  | 22,5                                                  | -                                                     |
| Temperatura mínima recorde (°C) | 18,9                                                  | 19,5                                                  | 19,8                                                  | 19,5                                                  | 20                                                    | 19,2                                                  | 19,1                                                  | 19                                                    | 18,3                                                  | 18,9                                                  | 19,3                                                  | 18                                                    | 18                                                    |
| Precipitação (mm) | 288,3                                                 | -                                                     | 307,7                                                 | 347                                                   | 326                                                   | 221,1                                                 | 176,7                                                 | 124,7                                                 | 63,4                                                  | 84,9                                                  | 91,2                                                  | 125,5                                                 | -                                                     |
| Insolação (h) | 104,1                                                 | -                                                     | 105,9                                                 | 109                                                   | 129,5                                                 | 165,1                                                 | 199,3                                                 | 220,4                                                 | 235                                                   | 231,7                                                 | 195,7                                                 | 155,1                                                 | -                                                     |
| Fonte: Instituto Nacional de Meteorologia (INMET) (normal climatológica de 1981-2010; recordes de temperatura: 01/12/1967 a 31/12/1992) |                                                       |                                                       |                                                       |                                                       |                                                       |                                                       |                                                       |                                                       |                                                       |                                                       |                                                       |                                                       |                                                       |

## Organização politico-administrativa
O Município de Porto Grande possui uma estrutura politico-administrativa composta pelo Poder Executivo, chefiado por um prefeito eleito por sufrágio universal, auxiliado diretamente por secretários municipais nomeados por ele, e pelo Poder Legislativo, institucionalizado pela Câmara Municipal de Porto Grande, órgão colegiado de representação dos munícipes que é composto por vereadores também eleitos por sufrágio universal.

### Atuais autoridades municipais de Porto Grande
- Prefeito: José Maria Bessa de Oliveira - PDT (2021/-)[12]
- Vice-prefeito: Pedro Paulo dos Santos Costa - UB (2021/-)[12]
- Presidente da Câmara: Narson Santos - PL (2023/-).[13]

## Educação
Dentre os projetos do Plano de Desenvolvimento da Educação, vinculado ao Ministério da Educação, executado pelo INEP, Instituto Nacional de Estudos e Pesquisas Educacionais Anísio Teixeira, na Região Norte, Estado do Amapá, as Escolas Públicas Urbanas estabelecidas de Porto Grande obtiveram os seguintes IDEB (Índice de Desenvolvimento da Educação Básica), em 2005:
| IDEB, escola e ranking estadual | IDEB, escola e ranking estadual                  | IDEB, escola e ranking estadual |
| Nota                            | Escola                                           | Ranking                         |
| ------------------------------- | ------------------------------------------------ | ------------------------------- |
| 3,0                             | Escola estadual Professor M Cristina B Rodrigues | 104º                            |
| 2,3                             | Escola municipal Acre                            | 132º                            |